# Conseil souverain de Martinique
Le Conseil souverain de la Martinique, ultérieurement Conseil supérieur, créé par lettre patente le 11 octobre 1664, est une instance judiciaire d'appel pour les îles de la Martinique, de la Guadeloupe et leurs dépendances (notamment Saint-Christophe) au début du règne personnel de Louis XIV.

## Histoire
En 1664, cet ensemble d'îles passe sous l'autorité directe du roi de France, alors qu'elles étaient jusque là régies par la Compagnie des îles d'Amériques, créé en 1635 et dissoute en 1664. La création du Conseil souverain est un élément essentiel de la mise en place d'une administration et d'une justice royales.
En 1685, dans l'édit sur la discipline des esclaves dans les Antilles françaises, Louis XIV charge « notre Conseil Souverain établi à la Martinique, Guadeloupe, Saint Christophle » d'enregistrer, publier et faire appliquer cet édit (à cette époque, il existe un Conseil souverain de la Côte Saint-Domingue, qui enregistrera l'édit en 1687).
Le Conseil souverain de la Martinique continue de fonctionner après la Révolution française dans le cadre de l'occupation de l'île par les Anglais entre 1794 et 1815. 
En 1820, elle reçoit le nom de « Cour royale », future cour d'appel. 